# Microdon hova
Microdon hova är en tvåvingeart som beskrevs av Herve-bazin 1913. Microdon hova ingår i släktet myrblomflugor, och familjen blomflugor.
Artens utbredningsområde är Madagaskar. Inga underarter finns listade i Catalogue of Life.